# في عين الإعصار (كتاب)
كتاب في عين الإعصار للكاتب السياسي العراقي عدنان الباجه جي، صدر عام 2012م عن دار الساقي للناشر رياض الريس في بيروت، ويتحدث فيه عن حياته السياسية ومناصبه. كما يروي سيرة الباجه جي ويؤرخ لحقبة أساسية من تاريخ العراق ولفترة تأسيس دولة الإمارات العربية المتحدة. عاد إلى العراق وهو في سنّ الثمانين وبذل الكثير من الجهد لإقامة نظام ديمقراطي مدني يحفظ وحدة العراق ويؤمّن للشعب العراقي حقوقه الأساسية في الحرية وسيادة القانون ويضمن التداول السلمي للسلطة عبر انتخابات دورية.

## الغلاف
الغلاف المصمم عليه صورة لمؤلف الكتاب حديثة واسم الكتاب باللون الهادئ

## وصلات خارجية
- في عين الاعصار مذكرات الباجه جي جريدة البيان بتاريخ 24\10\2014 ملحق الكتب